# Radiotelèfon

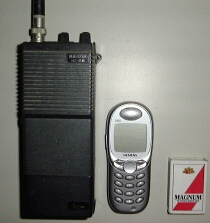
Comparació d'un transceptor de mà de ràdio amateur, un telèfon mòbil i una caixa de llumins

La radiotelèfon, abreujat RT, és un aparell de comunicació per ràdio que permet mantenir una conversa entre dos persones ; radiotelefonia vol dir telefonia per ràdio. És en contrast amb la radiotelegrafia, que és la transmissió per radio de telegrames (missatges), o la televisió, la transmissió d'imatges en moviment i de so. El terme està relacionat amb la radiodifusió, que transmet l'àudio d'una manera als oients. La radiotelefonia es refereix específicament als sistemes de ràdio bidireccional per a la comunicació de veu bidireccional de persona a persona entre usuaris separats, com ara la ràdio CB o la ràdio marítima. Malgrat el nom, els sistemes de radiotelefonia no estan necessàriament connectats ni tenen res a veure amb la xarxa telefònica, i en alguns serveis de ràdio, inclòs GMRS, està prohibida la interconnexió.

## Disseny

### Mode d'emissió
La paraula telèfon té un llarg precedent que comença amb els primers sistemes de veu per cable dels EUA. El terme significa veu en oposició al telègraf o el codi Morse. Això inclouria sistemes que s'ajustin a la categoria de ràdio bidireccional o emissions de veu unidireccionals, com ara el clima marítim costaner. El terme encara és popular a la comunitat de ràdio amateur i a les regulacions de la Comissió Federal de Comunicacions dels EUA.

### Modes de funcionament
Un telèfon fix estàndard permet als dos usuaris parlar i escoltar simultàniament; efectivament hi ha dos canals de comunicació oberts entre els dos usuaris extrems del sistema. En un sistema radiotelèfon, aquesta forma de treball, coneguda com full-duplex, requereix un sistema de ràdio per transmetre i rebre simultàniament en dues freqüències separades, cosa que malgasta ample de banda i presenta alguns reptes tècnics. És, però, el mètode de comunicació de veu més còmode per als usuaris, i actualment s'utilitza en telèfons mòbils i s'utilitzava a l'antic IMTS.
El mètode més comú per als radiotelèfons és el funcionament semiduplex, que permet que una persona parli i l'altra escolti alternativament. Si s'utilitza una sola freqüència, ambdues parts es tornen per transmetre per ella, coneguda com a simplex. El treball de doble freqüència o dúplex divideix la comunicació en dues freqüències separades, però només una s'utilitza per transmetre alhora amb l'altra freqüència dedicada a la recepció.
L'usuari prem un interruptor especial de l'emissor quan vol parlar; això s'anomena interruptor "premer per parlar" o PTT. Normalment es col·loca al costat del micròfon o en una altra posició òbvia. Els usuaris poden utilitzar una paraula de codi de procediment com ara "over" per indicar que han acabat de transmetre.

## Característiques
Els radiotelèfons poden funcionar a qualsevol freqüència on tinguin llicència per fer-ho, encara que normalment s'utilitzen en les diferents bandes entre 60 i 900 MHz ( 25 i 960 MHz als Estats Units). Poden utilitzar esquemes de modulació simples com AM o FM, o tècniques més complexes com la codificació digital, l'espectre dispers, etc. Els termes de llicència per a una banda determinada normalment especificaran el tipus de modulació que s'utilitzarà. Per exemple, els radiotelèfons de banda aèria utilitzats per a la comunicació aire-terra entre pilots i controladors operen a la banda VHF de 118,0 a 136,975. MHz, utilitzant modulació d'amplitud.
Els receptors radiotelèfons solen estar dissenyats amb un estàndard molt alt i solen tenir el disseny de superheterodí de doble conversió. De la mateixa manera, els transmissors estan dissenyats amb cura per evitar interferències no desitjades i presenten sortides de potència des d'unes poques desenes de mil·liwatts fins a potser 50 watts per a una unitat mòbil, fins a un parell de centenars de watts per a una estació base. Sovint es proporcionen diversos canals utilitzant un sintetitzador de freqüència.
Els receptors solen incloure un circuit silenciador per tallar la sortida d'àudio del receptor quan no hi ha transmissió per escoltar. Això contrasta amb els receptors d'emissió, que sovint prescindeixen d'això..

### Privadesa i trucades selectives
Sovint, en un sistema de xarxa petit, hi ha moltes unitats mòbils i una estació base principal. Això seria típic per als serveis de policia o de taxi, per exemple. Per ajudar a dirigir els missatges als destinataris correctes i evitar que el trànsit irrellevant a la xarxa sigui una distracció per a altres unitats, s'han ideat diversos mitjans per crear sistemes d'adreçament.
Consisteix a superposar un to precís de molt baixa freqüència al senyal d'àudio. Només el receptor sintonitzat a aquest to específic converteix el senyal en àudio: aquest receptor apaga l'àudio quan el to no està present o és una freqüència diferent. En assignar una freqüència única a cada mòbil, els canals privats es poden imposar a una xarxa pública. Tanmateix, aquesta és només una característica de comoditat, no garanteix la privadesa.
Un sistema més utilitzat s'anomena trucada selectiva o Selcall. Això també utilitza tons d'àudio, però aquests no es restringeixen als tons d'àudio secundaris i s'envien com una ràfega curta en seqüència. El receptor estarà programat per respondre només a un conjunt únic de tons en una seqüència precisa i només llavors obrirà els circuits d'àudio per a una conversa en canal obert amb l'estació base. Aquest sistema és molt més versàtil que CTCSS, ja que relativament pocs tons produeixen un nombre molt més gran d'adreces". A més, es poden dissenyar funcions especials (com ara els modes d'emissió i les anul·lacions d'emergència) utilitzant adreces especials reservades per a aquest propòsit. Una unitat mòbil també pot emetre una seqüència de Selcall amb la seva adreça única a la base, de manera que l'usuari pot saber abans de respondre la trucada quina unitat està trucant. A la pràctica, molts sistemes de trucada automàtica també tenen incorporada la transmissió automàtica, que permet a l'estació base "interrogar" un mòbil encara que l'operador no estigui present. Aquests sistemes transponders solen tenir un codi d'estat que l'usuari pot configurar per indicar què està fent. Funcions com aquesta, tot i que són molt senzilles, són una de les raons per les quals són molt populars entre les organitzacions que necessiten gestionar un gran nombre d'unitats mòbils remotes. Selcall s'utilitza àmpliament, tot i que està sent substituït per sistemes digitals molt més sofisticats.

## Usos

### Ús del telèfon convencional
Els sistemes de telefonia mòbil de ràdio com ara el servei de telefonia mòbil i el servei de telefonia mòbil millorat permetien que una unitat mòbil tingués un número de telèfon que permetés l'accés des de la xarxa telefònica general, encara que alguns sistemes requerien que els operadors mòbils establissin trucades a estacions mòbils. Els sistemes de radiotelefonia mòbil abans de la introducció dels serveis de telefonia cel·lular patien pocs canals utilitzables, una gran congestió i uns costos operatius molt elevats.

### Ús marítim
El Servei de Radiotelèfon Marítim o HF ship-to-shore opera en freqüències de ràdio d'ona curta, utilitzant modulació de banda lateral única. El mètode habitual és que un vaixell truqui a una estació costanera i l'operador marítim de l'estació costanera connecti la persona que truca a la xarxa telefònica commutada pública. Aquest servei es manté per motius de seguretat, però a la pràctica s'ha fet obsolet pels telèfons per satèl·lit (sobretot INMARSAT ) i el telèfon VoIP i el correu electrònic a través d'Internet per satèl·lit.
La ràdio d'ona curta s'utilitza perquè rebota entre la ionosfera i el sòl, donant a un modest transmissor de 1.000 watts (la potència estàndard) un rang mundial.
La majoria de les estacions costaneres controlen diverses freqüències. Les freqüències amb el rang més llarg solen ser prop de 20 MHz, però el clima ionosfèric (propagació) pot canviar dràsticament quines freqüències funcionen millor.
S'utilitza la banda lateral única (SSB) perquè les bandes d'ona curta estan plenes de molts usuaris, i la SSB permet que un sol canal de veu utilitzi un rang més reduït de freqüències de ràdio (amplada de banda) en comparació amb els sistemes AM anteriors. SSB utilitza uns 3,5 kHz, mentre que la ràdio AM en utilitza uns 8 kHz i banda estreta (qualitat de veu o comunicació) FM utilitza 9 kHz.
La radiotelefonia marina es va popularitzar per primera vegada a la dècada de 1930 i es va utilitzar àmpliament per a les comunicacions amb vaixells i avions sobre l'aigua. En aquell temps, la majoria d'avions de llarg abast tenien antenes de cable llarg que es deixaven sortir durant una trucada i s'enrotllaven després. La radiotelefonia marina utilitzava originalment el mode AM en el 2-3 Regió MHz abans de la transició a SSB i l'adopció de diverses bandes de freqüència més altes a més de la 2 freqüències MHz.
Un dels usos més importants de la radiotelefonia marina ha estat el canvi d'itineraris dels vaixells i la realització d'altres negocis al mar.

## Normativa
Als Estats Units, des de la Llei de Comunicacions de 1934, la Comissió Federal de Comunicacions (FCC) ha emès diverses llicències i permisos comercials d'"operador de radiotelèfon" als sol·licitants qualificats. Aquests els permeten instal·lar, donar servei i mantenir sistemes transmissors de ràdio només de veu per utilitzar-los en vaixells i avions. (Fins a la desregulació a la dècada de 1990 també eren exigits per als sistemes comercials de ràdio i televisió nacionals. A causa de les obligacions del tractat, encara són necessaris per als enginyers de les estacions de radiodifusió internacionals d'ona curta.) El certificat que s'emet actualment és la llicència general d'operador de radiotelefonia.